# Place de la République (Strasburgo)
Place de la République (Piazza della Repubblica; in tedesco Kaiserplatz, Piazza Imperiale) è una delle piazze principali della città di Strasburgo, in Francia. È circondata su tre lati da soli cinque edifici, di cui nessuno residenziale: il Palais du Rhin, la Biblioteca nazionale e universitaria, il Théâtre national de Strasbourg, la Prefettura del Grand Est e Bas-Rhin e la Direzione regionale delle imposte. Tutti questi edifici sono classificati come monumenti storici. Il quarto lato della piazza è privo di edifici.

## Descrizione e storia
Place de la République è una piazza quadrata (quattro lati di identica lunghezza) che circonda un giardino pubblico circolare attraversato da un asse nord-ovest e uno sud-est. L'area era originariamente occupata da un tratto delle mura cittadine, demolite dopo la guerra franco-prussiana. Un antico cimitero ebraico era situato su un terreno vicino al fiume; si presume sia il luogo dove gli ebrei di Strasburgo furono bruciati sul rogo nel 1349.
Venne progettata dall'architetto Jean-Geoffroy Conrath (1824–1892) come l'ingresso grandioso alla  Neustadt di fronte all'antico centro della Grande Île dall'altra parte dell'Ill. La sistemazione e la costruzione della piazza iniziarono nel 1880. Fu allora chiamata Kaiserplatz ("Piazza Imperiale" o "Piazza dell'Imperatore"). Gli alberi di ginkgo biloba, che furono donati dall'imperatore Meiji del Giappone al suo omologo tedesco (Guglielmo I o Guglielmo II, a seconda della fonte), furono piantati nel giardino centrale negli anni 1880; quegli alberi sono ancora in piedi oggi. Al contrario, un faggio viola e un faggio felce, piantati tra il 1883 e il 1887, sono stati abbattuti da un temporale nella notte tra il 19 e il 20 giugno 2019. Al centro della piazza si trova una statua commemorativa della guerra di Léon-Ernest Drivier, inaugurata nel 1936. Rappresenta una madre che tiene in braccio due figli morti, alludendo alla duplice natura della Storia di Strasburgo tra Germania e Francia. Il memoriale sostituisce una statua equestre dell'imperatore Guglielmo I, commissionata nel 1897, che si ergeva sulla piazza dal 1911 al 1918.

### Palais du Rhin

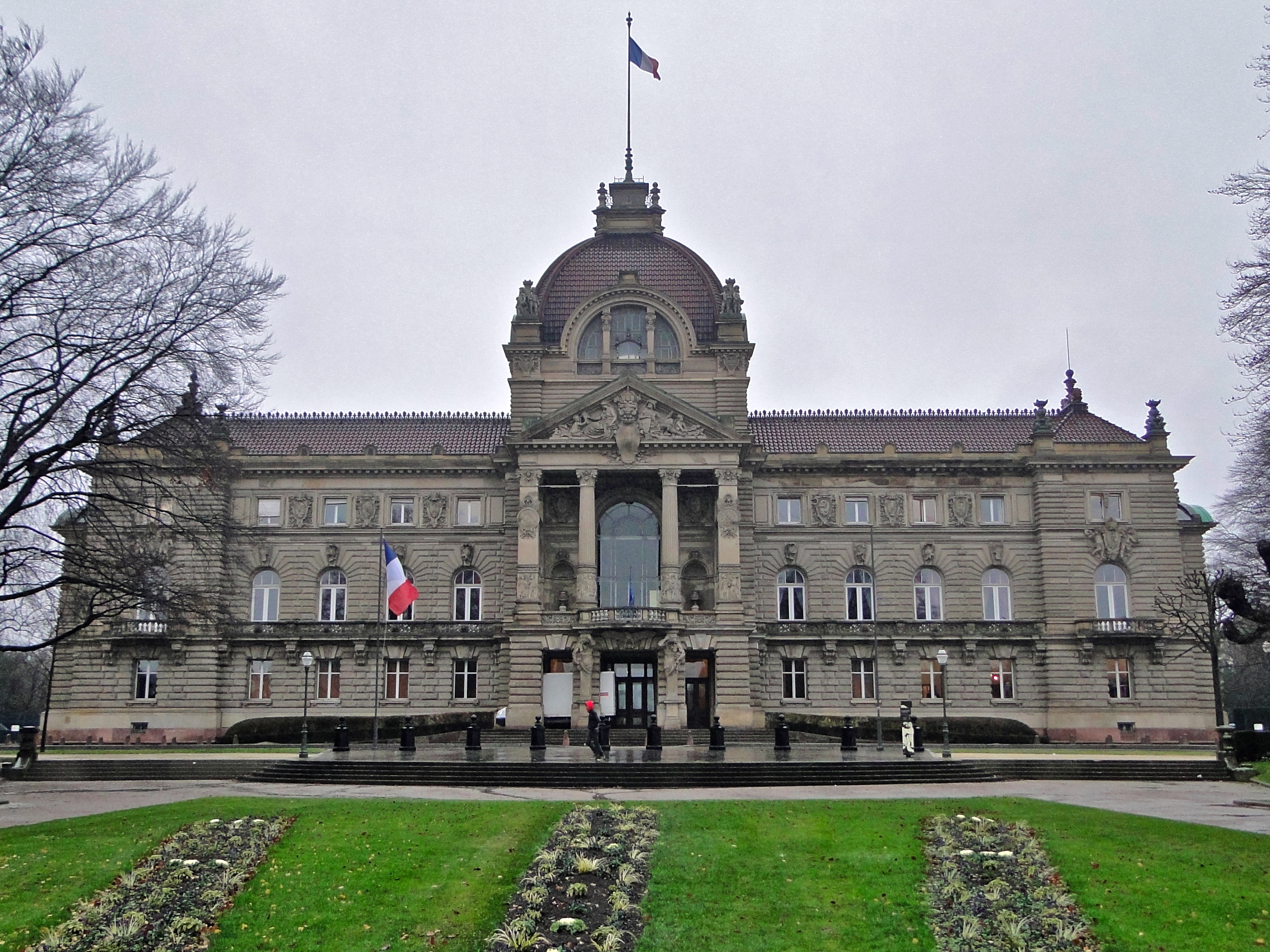
Palais du Rhin

L'ex Palazzo Imperiale è circondato dal proprio giardino, separato dalla piazza da una monumentale recinzione in ferro battuto. Il Palazzo, solenne edificio neorinascimentale coronato da una pesante cupola, fu costruito dal 1884 al 1887 da Hermann Eggert. È utilizzato come sede della Commissione centrale per la navigazione sul Reno dal 1920 e ospita anche la Direction régionale des affaires culturelles (DRAC) del Grand Est. È classificato come monumento storico dal 1993. 

### Teatro nazionale di Strasburgo

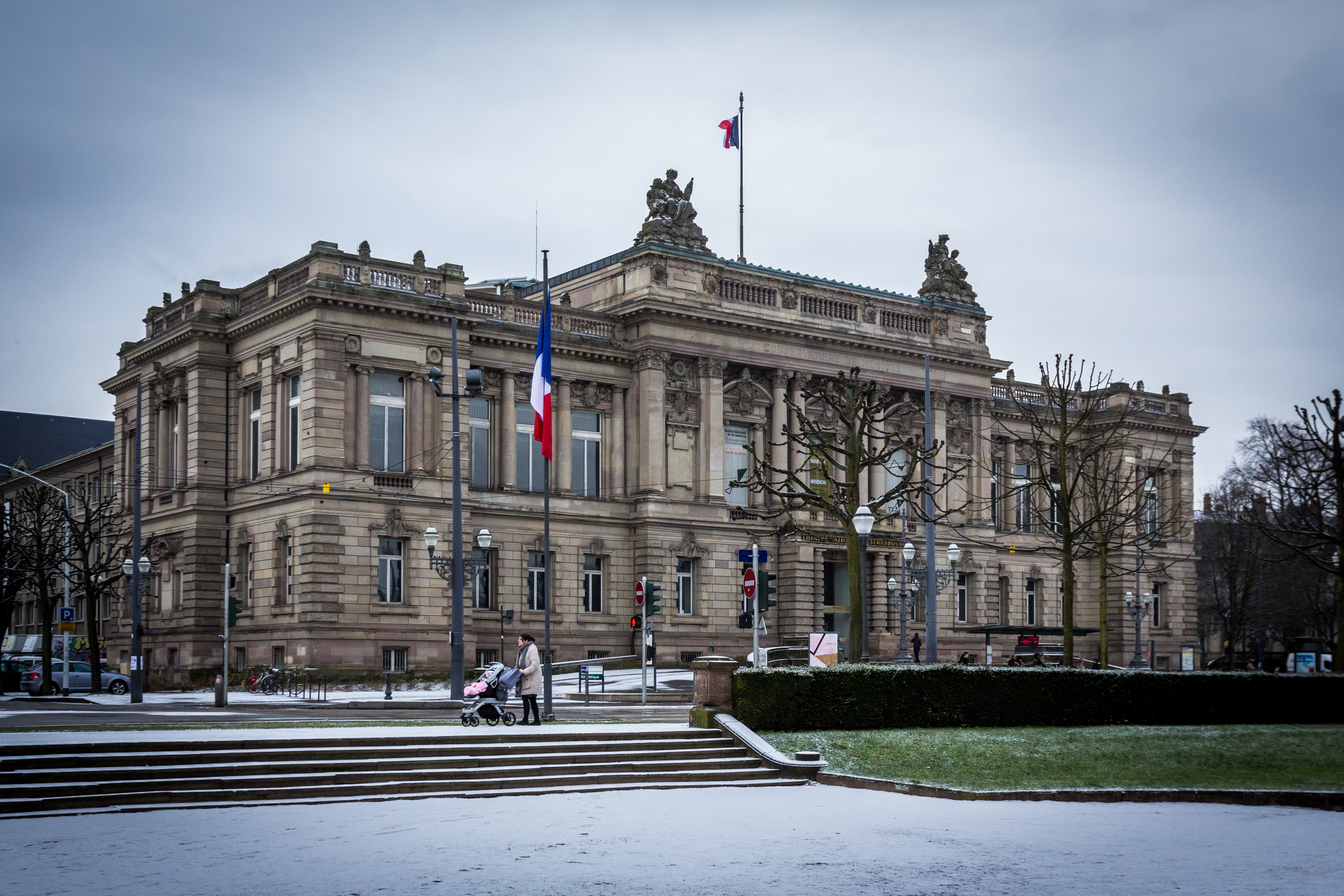
Teatro nazionale di Strasburgo

L'edificio che ora ospita il Théâtre national de Strasbourg (TNS) venne originariamente costruito come sede del Parlamento (in tedesco Landtag) dell'Alsazia-Lorena. Fu progettato da August Hartel e Skjold Neckelmann in uno stile neorinascimentale radicalmente diverso da quello di Hermann Eggert e costruito nel 1888-1889. È classificato come monumento storico dal 1992. 

### Biblioteca Nazionale e Universitaria

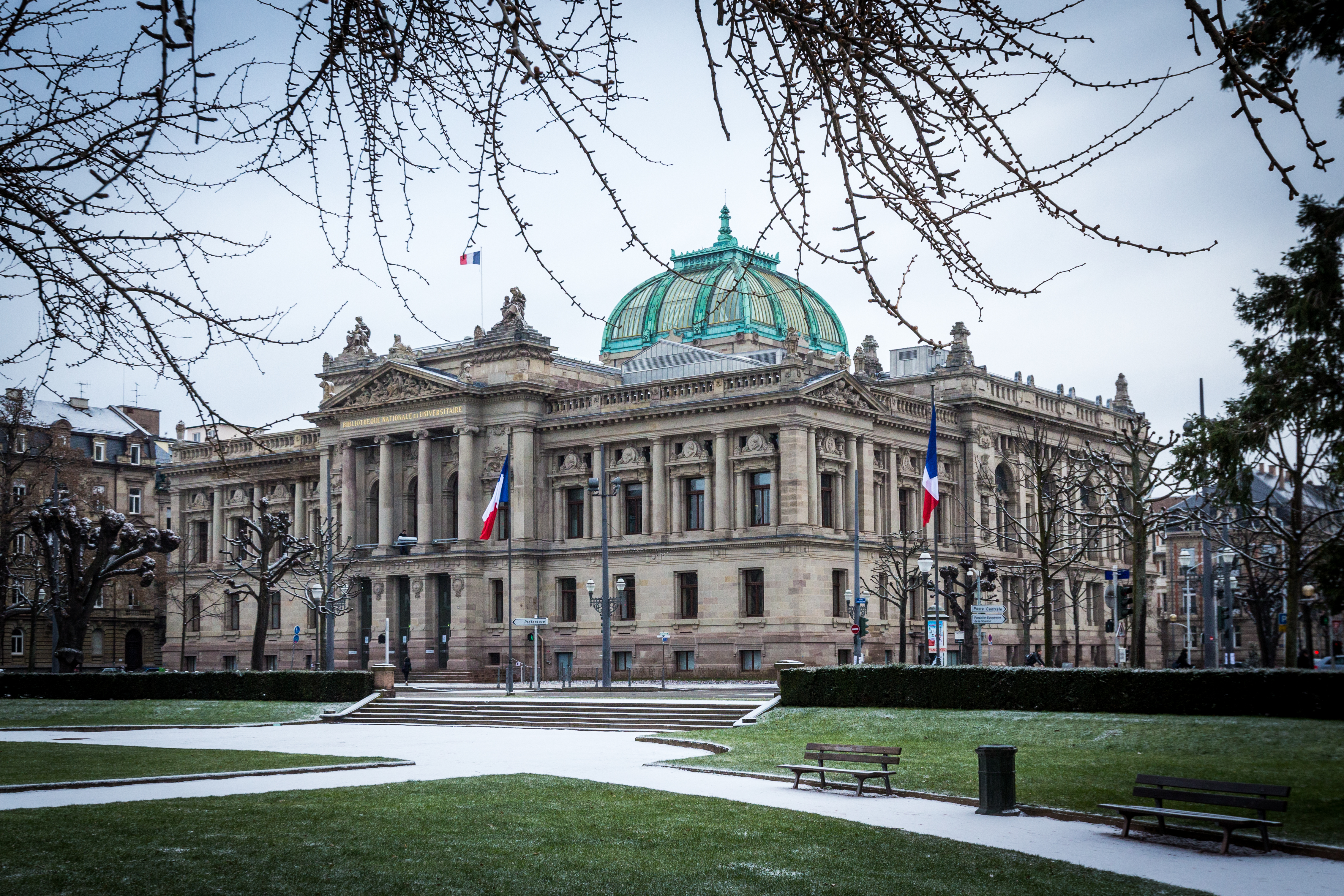
Biblioteca Nazionale e Universitaria

La Bibliothèque nationale et universitaire (BNU) fu costruita dal 1889 al 1895, sempre in stile neorinascimentale, sempre da Hartel e Neckelmann. È classificata come monumento storico dal 2004. 

### Hôtel des impôts

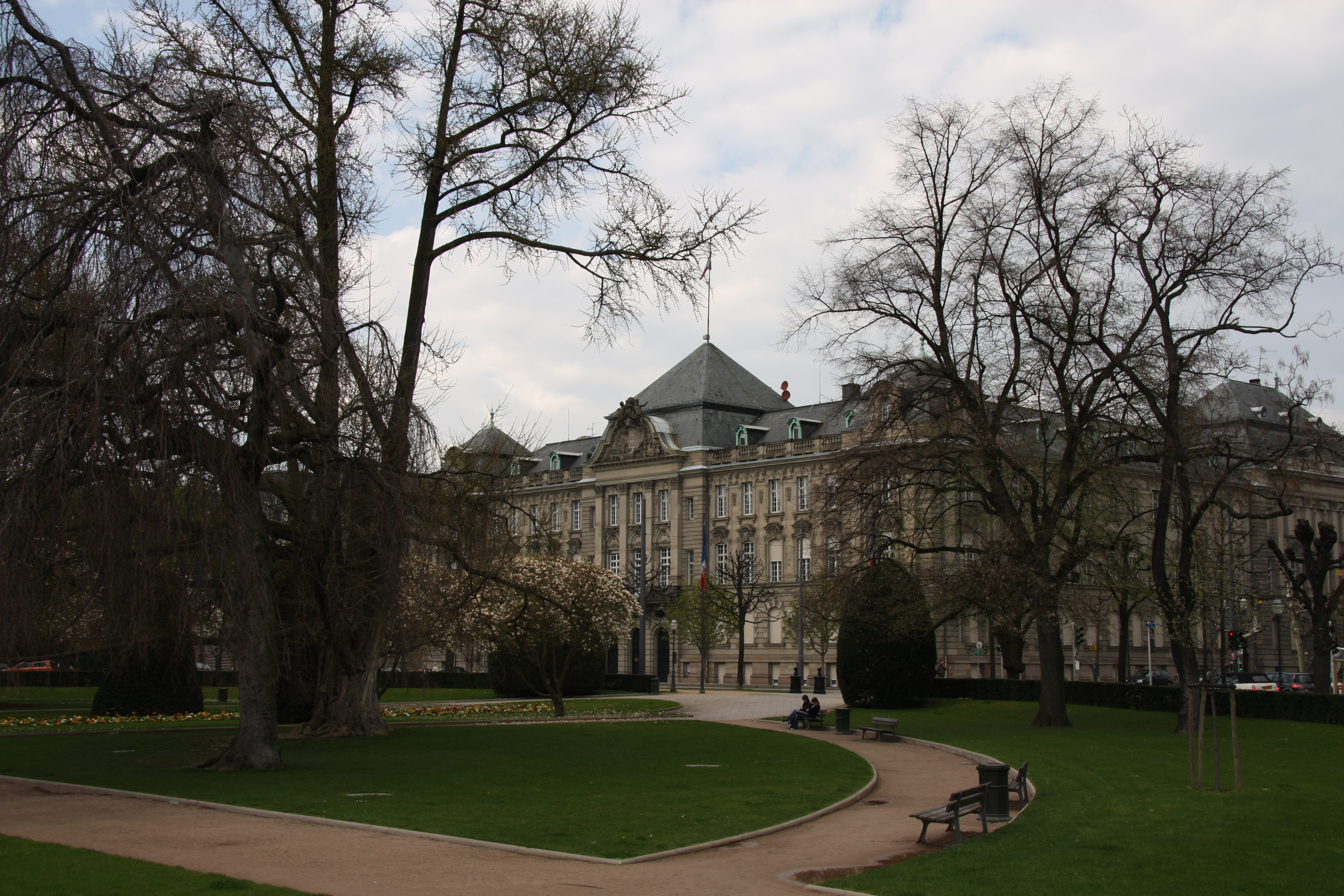
Hôtel des impôts

Questo edificio in stile neobarocco fu costruito dal 1899 al 1902 da Ludwig Levy (1854–1907), l'architetto della Grande Sinagoga di Strasburgo. Originariamente era utilizzato come sede di diversi ministeri: agricoltura, infrastrutture e finanze.  È classificato come monumento storico dal 1996. 

### Prefettura

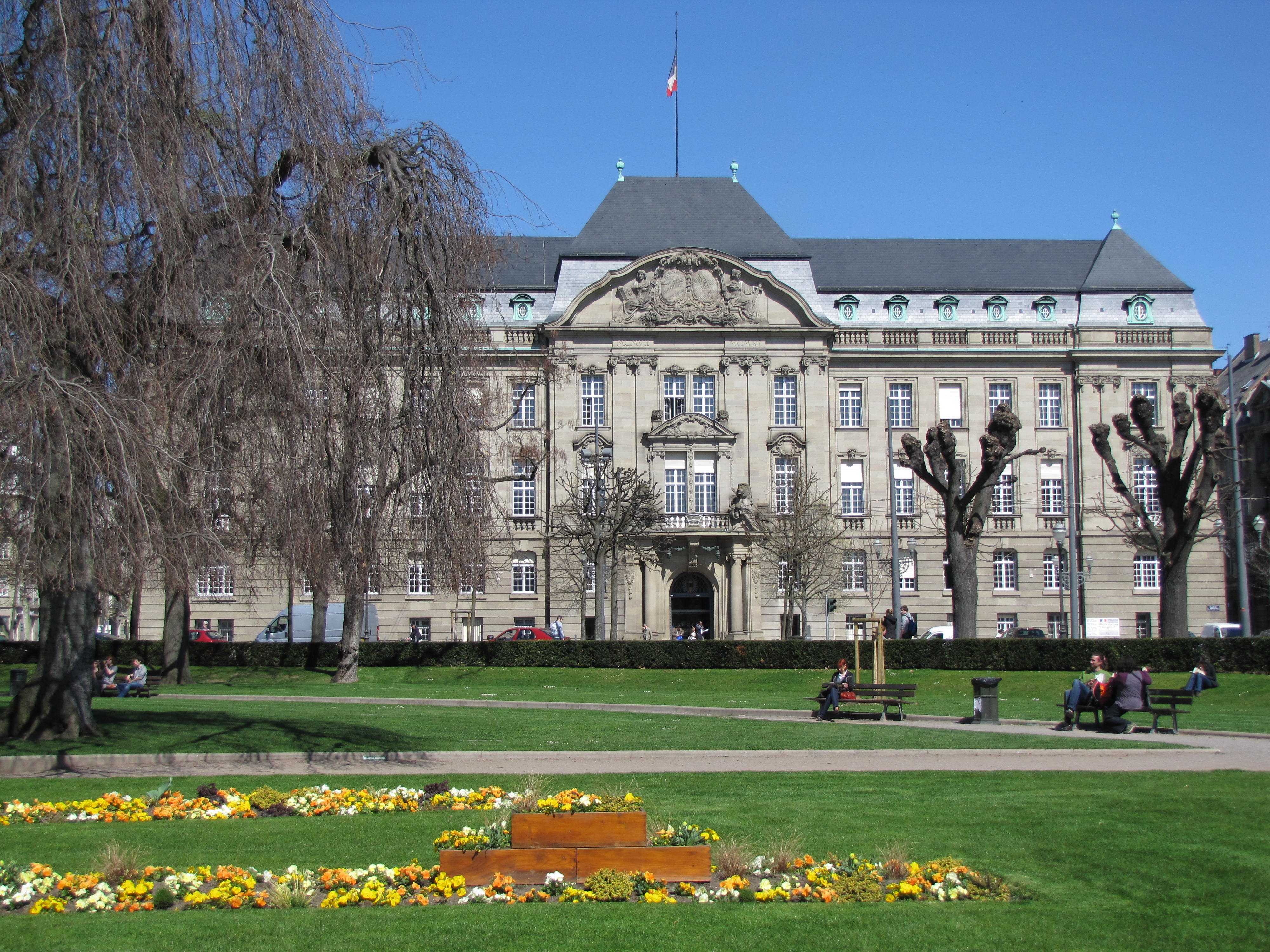
Prefettura

La Préfecture de la région Grand-Est et du département du Bas-Rhin (da non confondere con la residenza del prefetto, l'Hôtel du préfet) fu costruita dal 1907 al 1911, su progetto di Ludwig Levy. La facciata era decorata con statue di leoni di Alfred Marzolff. L'edificio ospitava anche i ministeri dell'Alsazia-Lorena. È un esempio più austero di architettura neobarocca rispetto alla sua controparte più antica. È classificato come monumento storico dal 1996. 

### Spirale di Aby Warburg
Un'opera d'arte chiamata Spirale Aby Warburg, le monument aux vivants (spirale "Aby Warburg, il monumento a coloro che vivono") dell'artista lussemburghese Bert Theis (1952-2016) è stata installata sulla piazza nel 2002. Può essere e viene utilizzata come panca.

### Pont du Théâtre
Place de la République e il centro della Grande Île sono collegati dal ponte ad arco in pietra Pont du Théâtre (1869-1870). Quel ponte è stato rinforzato con cemento e in parte modificato nel 1999-2000 per consentire il passaggio della tramvia (vedi sotto, "Trasporti").

## Trasporti
Dal 2017, Place de la République è servita dalle linee tranviarie di Strasburgo B, C, E e F e dagli autobus CTS 15a e 72.